# Jan Sarosiek
Jan Sarosiek (ur. 1929 w Białymstoku, zm. 2000 we Wrocławiu) – polski botanik, profesor Uniwersytetu Wrocławskiego.

## Życiorys
Urodzony w 1929 r. w Białymstoku. W 1954 r. ukończył studia na Uniwersytecie Wrocławskim, doktoryzował się w 1961 r., a dziesięć lat później uzyskał habilitację na Uniwersytecie Marii Curie-Skłodowskiej. Od 1989 r. profesor nadzwyczajny, 10 lat później otrzymał nominację na profesora zwyczajnego. W latach 1970–1975 był zastępcą dyrektora Instytutu Botaniki i Biochemii UWr, a następnie do 1980 r. dyrektorem Instytutu Botaniki.
Prezes wrocławskich oddziałów Polskiego Towarzystwa Badań Radiacyjnych (1979–1993) i Polskiego Towarzystwa Przyrodniczego (1973–2000). Autor ponad 200 publikacji, w tym dwóch książek, 109 prac badawczych i 87 artykułów.
Pochowany na cmentarzu św. Wawrzyńca we Wrocławiu.

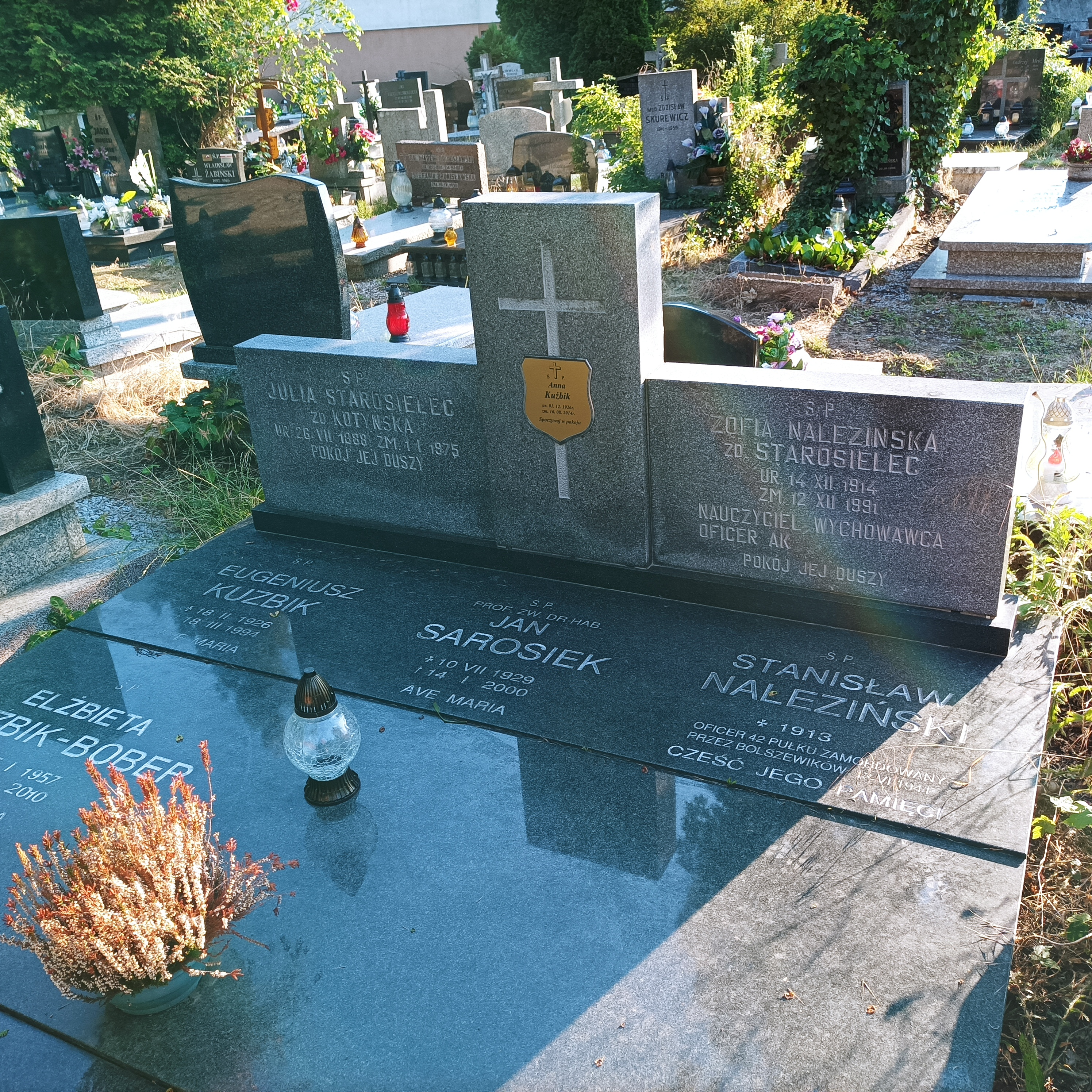
Grób prof. Jana Sarosieka na cmentarzu św. Wawrzyńca we Wrocławiu

## Odznaczenia[2]
- Krzyż Kawalerski Orderu Odrodzenia Polski
- Złoty Krzyż Zasługi
- Medal Komisji Edukacji Narodowej
- Honorowa Złota Odznaka Uniwersytetu Wrocławskiego
- Nagroda Rektora Uniwersytetu Wrocławskiego